# Leif Eriksen
Leif Eriksen (Oslo, Reichskommissariat Norwegen; 14 de mayo de 1940 – Oslo, Noruega; 31 de enero de 2024) fue un futbolista y entrenador de fútbol noruego que jugó en la posición de delantero.

## Carrera

### Club
| Periodo   | Club              |
| --------- | ----------------- |
| 1958-1968 | Vålerenga Fotball |
| 1969-1970 | Eidsvold TF       |
| 1971-1972 | Vålerenga Fotball |

### Selección nacional
Eriksen debutó con Noruega en mayo de 1964 en un partido amistoso ante Irlanda entrando de cambio al minuto 20 por Roald Jensen. Jugó para la selección nacional en cuatro ocasiones y anotó un gol y su retiro internacional fue en agosto de 1968 ante Finlandia en el Campeonato Nórdico de fútbol.

### Entrenador
| Periodo   | Club              |
| --------- | ----------------- |
| 1970      | Eidsvold TF       |
| 1971–1972 | Vålerenga Fotball |
| 1974–1975 | Jevnaker IF       |
| 1976–1978 | Skeid Fotball     |
| 1979–1981 | Vålerenga Fotball |
| 1982      | Vålerenga Fotball |
| 1985-1986 | Ullern IF         |

## Logros

### Club
- Tippeligaen (1): 1965

### Individual
- Goleador de la Tippeligaen en 1963.